# Église Sainte-Marie de Tinja
L'église Sainte-Marie de Tinja, située dans la ville de Tinja en Tunisie, est un ancien casino reconverti en église catholique en 1924 pendant le protectorat français. Cédée au gouvernement tunisien en 1964, elle est transformée en centre culturel avant d'être laissée à l'abandon.

## Historique de l'église
Construite pour héberger les ouvriers de la ville voisine de Ferryville, la ville de Tinja compte un millier de chrétiens lorsqu'elle devient une paroisse en 1921. Jusque-là, elle était desservie par des prêtres en poste à Bizerte.

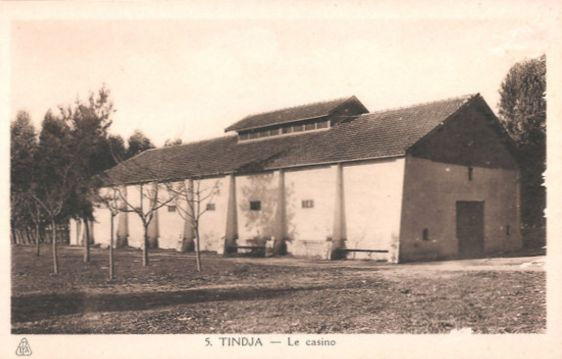
Vue du casino avant sa reconversion.

Afin d'offrir un lieu de culte permanent aux nouveaux paroissiens, une ancienne salle de jeu, le Casino des fleurs, est acheté par l'archevêché de Carthage. Un architecte diocésain, l'abbé Guyonnet, charge l'entrepreneur Pantaleo de Ferryville de transformer l'ancien bâtiment civil en un édifice religieux. Une sacristie est construite, les séparations intérieures sont détruites, la porte tambour d'accès est remplacée par un grand portail et l'entrée principale est maintenant dotée d'un encadrement composé de pieds-droits en formes de colonnes trapues supportant un arc brisé. L'édifice achevé se présente sous la forme d'une grande salle éclairée par six petites fenêtres de chaque côté.

La nouvelle église est inaugurée le 21 décembre 1924 malgré les réticences de certains fidèles choqués qu'une ancienne salle de jeux de hasard puisse être convertie en lieu de prières comme le note le rédacteur du journal La Tunisie catholique : 
« C'est à tort vraiment que d'aucuns se sont étonnés et scandalisés de voir un casino transformé en oratoire, un lieu de réjouissance devenu un lieu de prière. Vincere in bono malum, « vaincre le mal par le bien » ; la cité du bien ne doit-elle pas s'établir le plus souvent sur les ruines de celle du mal dans les choses comme dans les esprits ?

Toujours est-il que les bons chrétiens de Tinja et leur curé seront les derniers à s'en plaindre. Ils ont eu à bon compte une église des plus spacieuses qu'ils auraient attendue bien longtemps sans cela. »
En 1925, la buvette de l'ancien casino est aménagée en salle d'œuvre où les groupes religieux peuvent organiser des activités. D'autres travaux sont engagés en 1934 pour terminer l'aménagement de l'église. L'église rénovée est à nouveau bénie par Monseigneur Léonard le 29 mars 1936.
La stagnation de la population chrétienne de la ville, qui ne dépasse pas les 2 000 fidèles, justifie que la paroisse de Tinja soit rattachée à celle de Ferryville de 1929 à 1942.

## Bâtiment après l'indépendance
L'indépendance de la Tunisie en 1956 provoque le départ de beaucoup d'Européens. La tragédie de la crise de Bizerte en 1961 porte le coup de grâce à la communauté chrétienne de Tinja qui quitte le pays. Le modus vivendi signé entre le gouvernement tunisien et le Vatican le 10 juillet 1964 prend acte de cette diminution de la présence chrétienne. L'église est cédée gratuitement avec l'assurance qu'elle ne sera utilisée qu'à des fins d'intérêt public compatibles avec son ancienne destination.
Elle est alors reconvertie en un centre culturel avant d'être laissée à l'abandon..

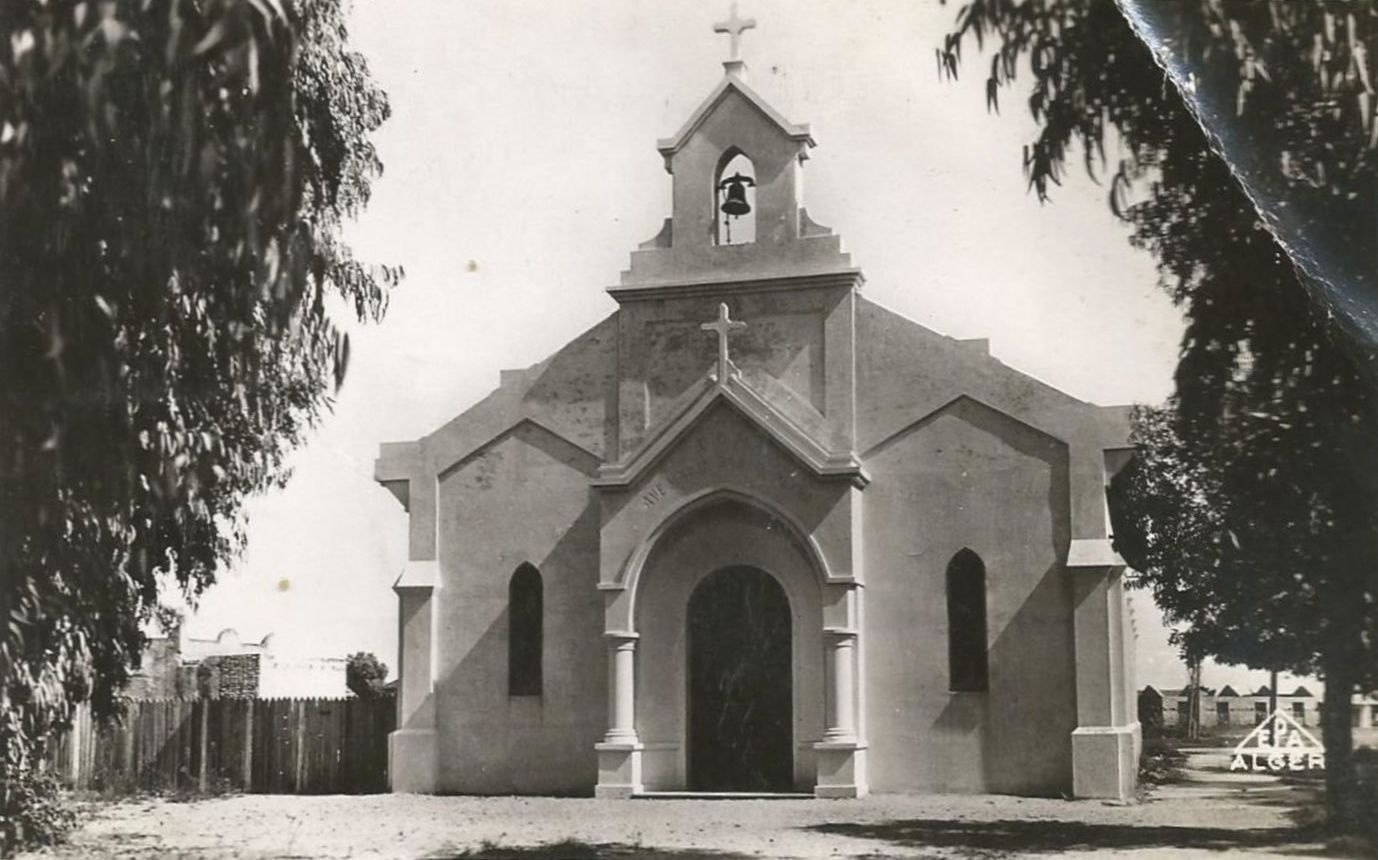
Vue de l'église dans les années 1950.
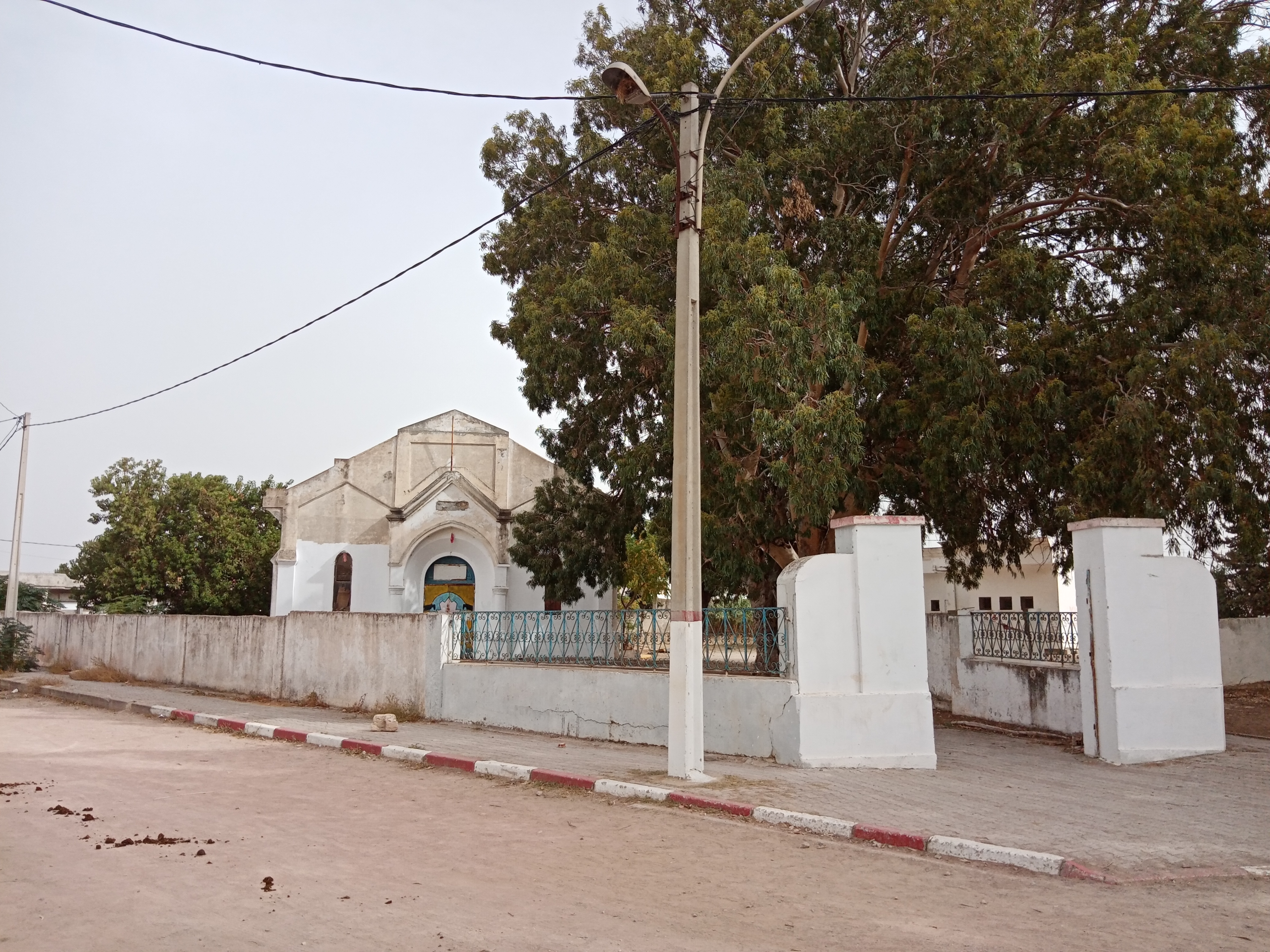
Vue d'ensemble.
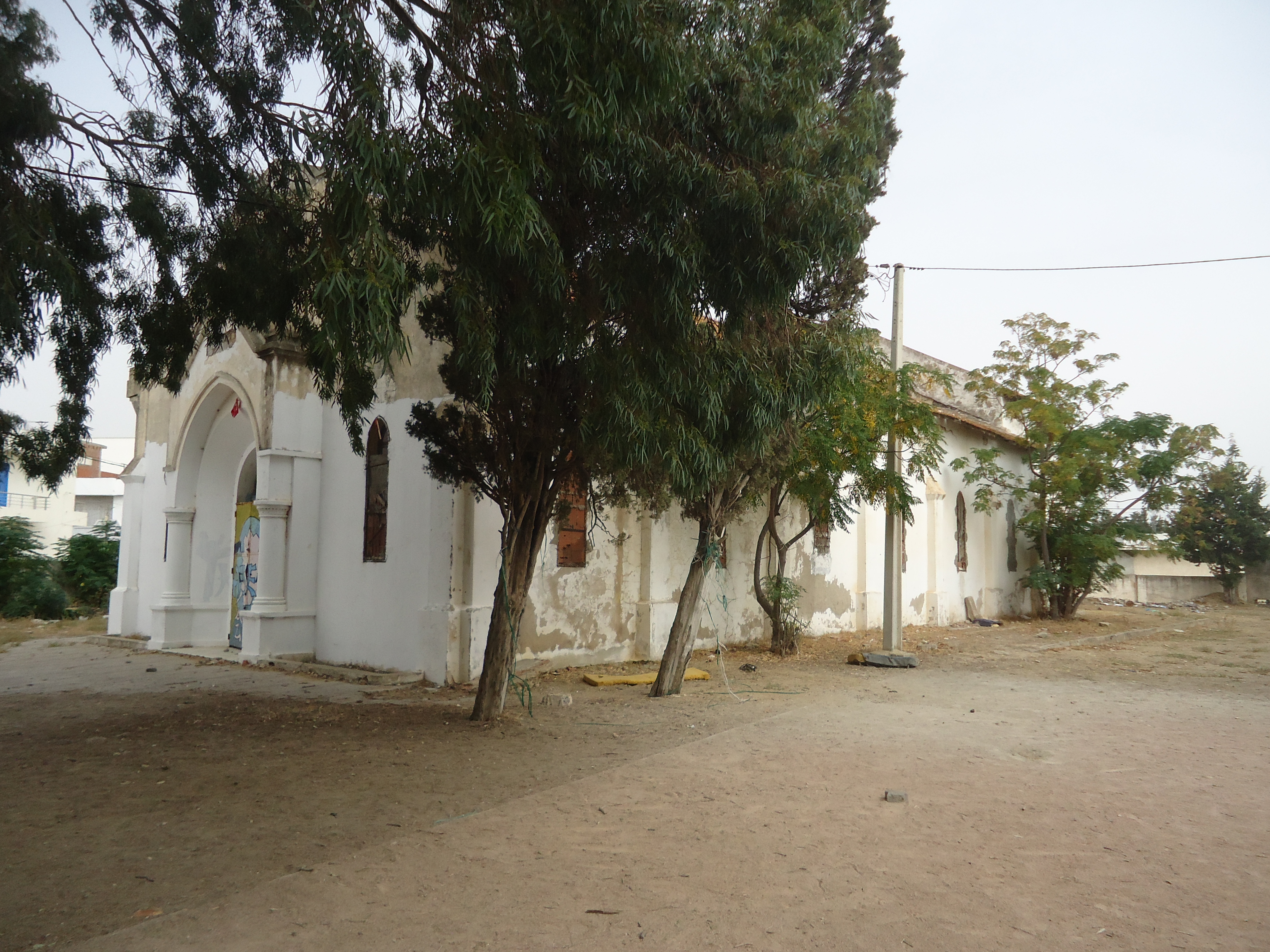
Façade sud-est.
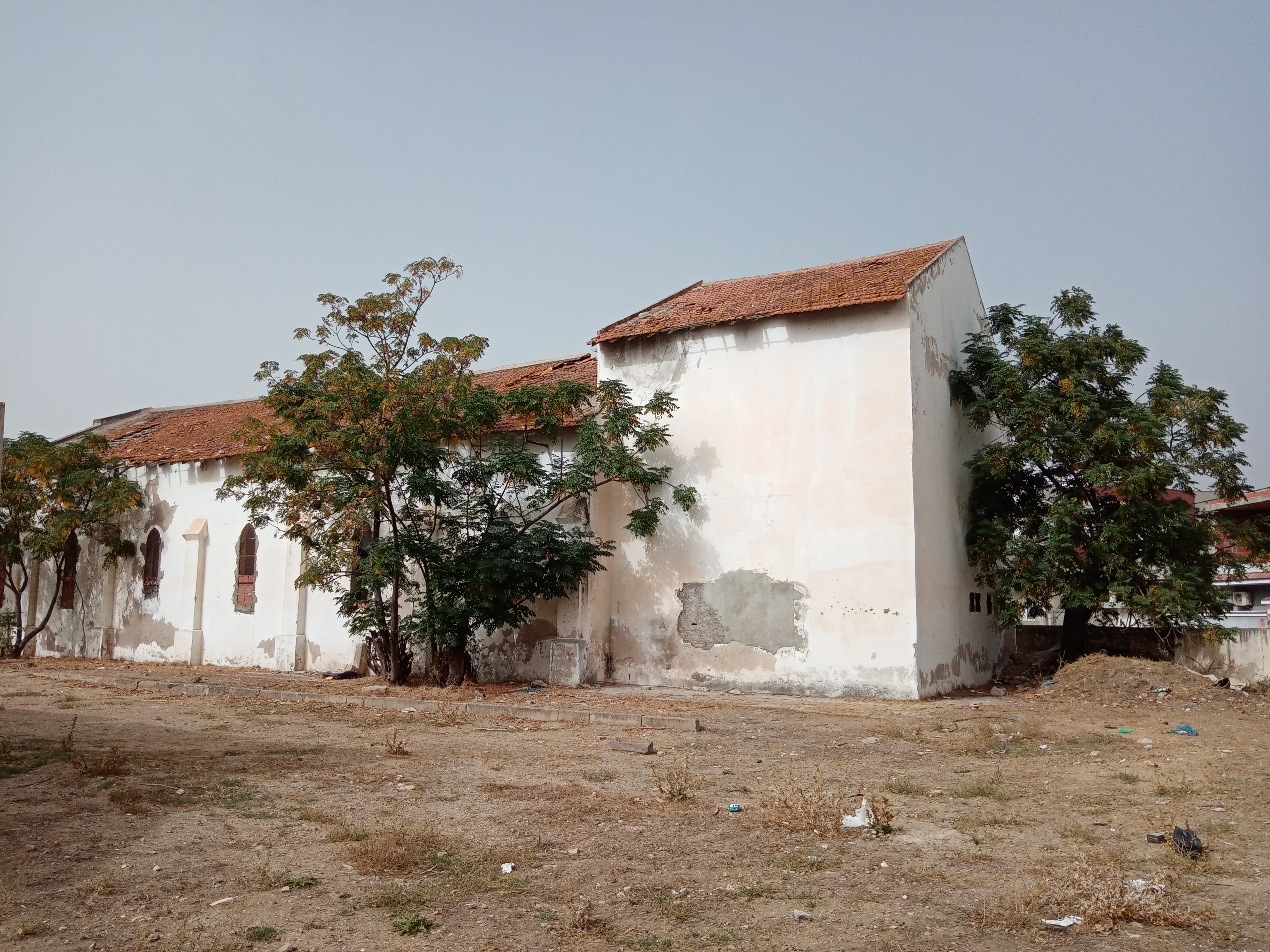
Façade sud-est.
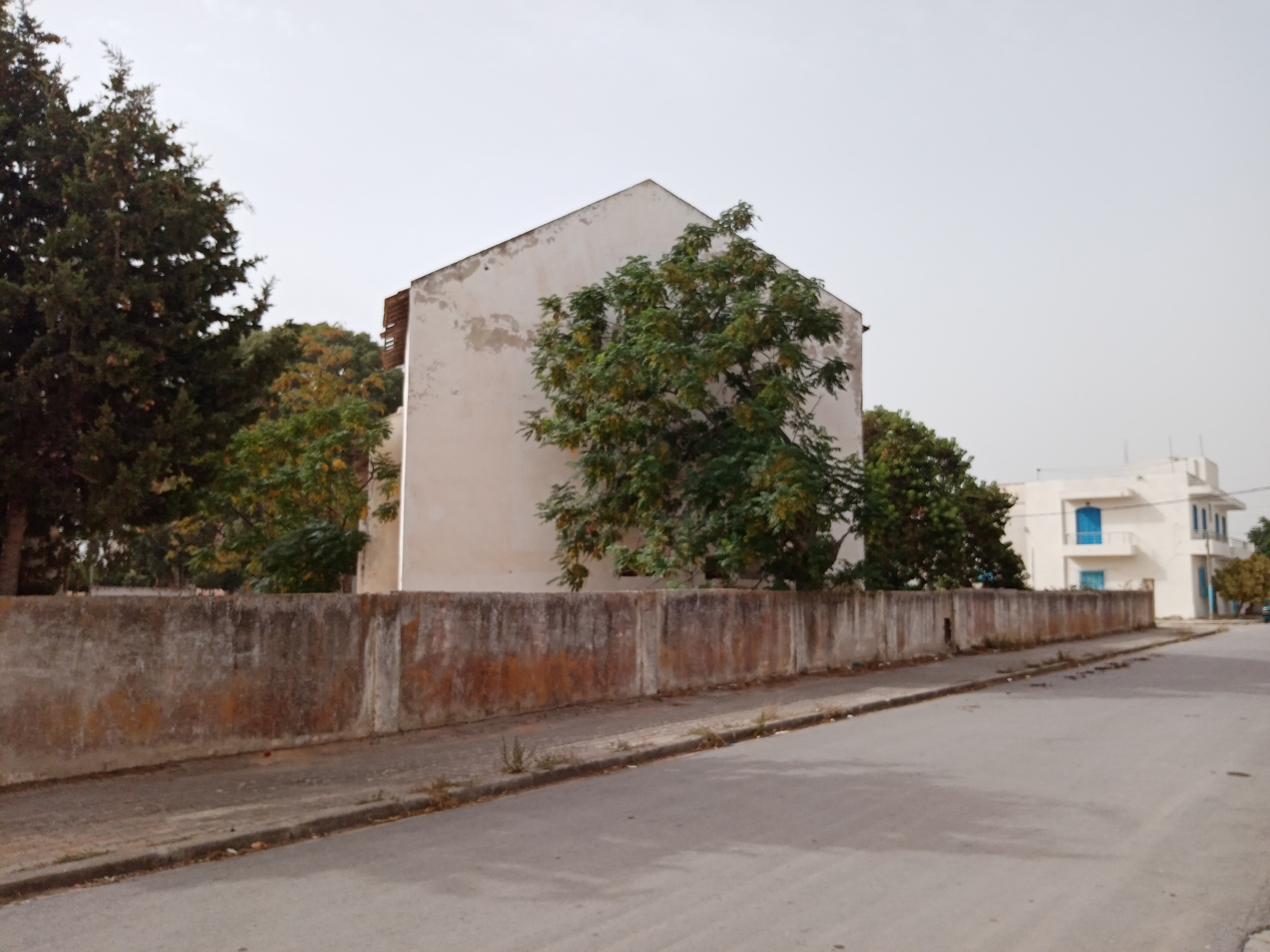
Façade nord-est.
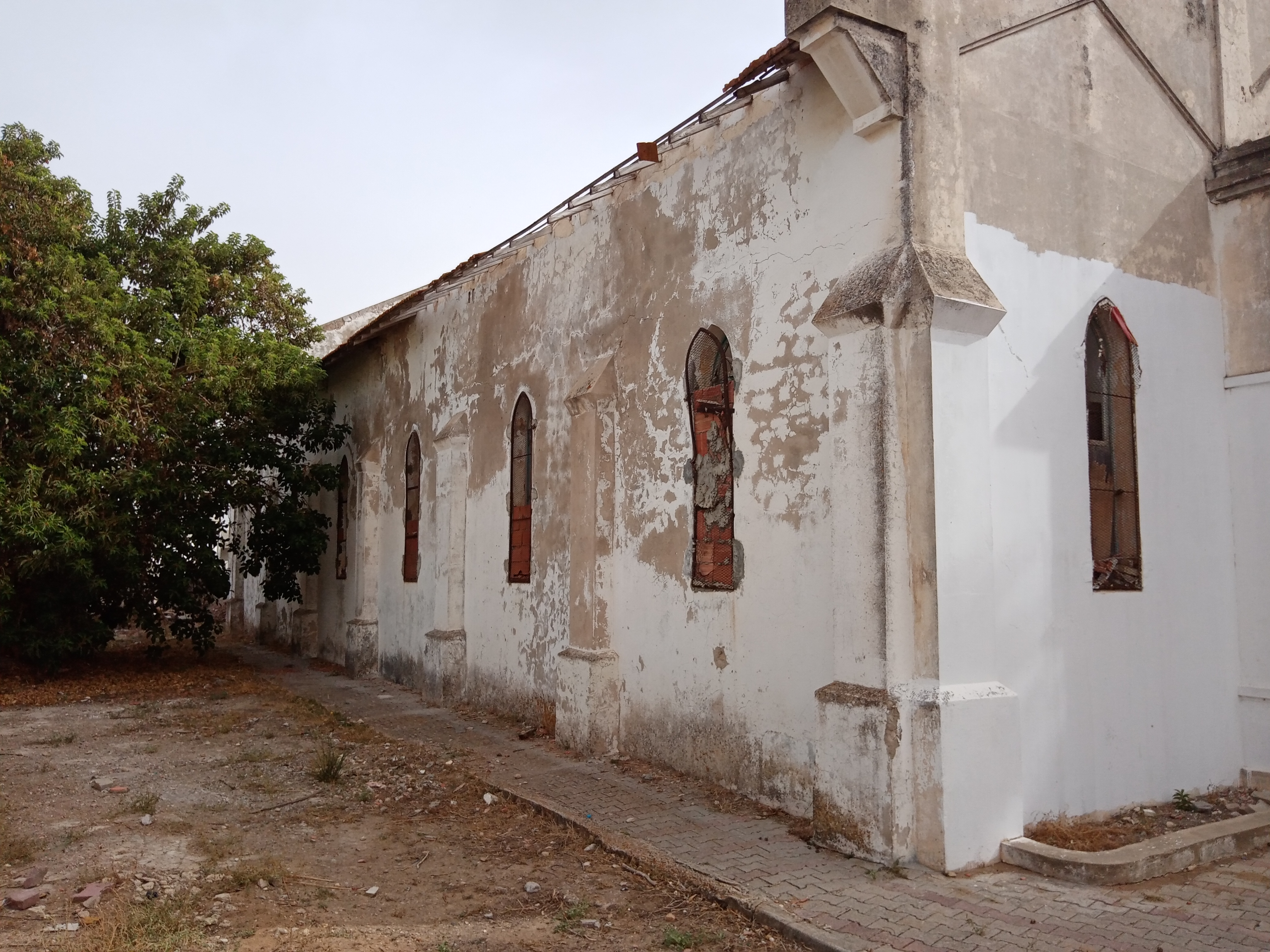
Façade nord-ouest.
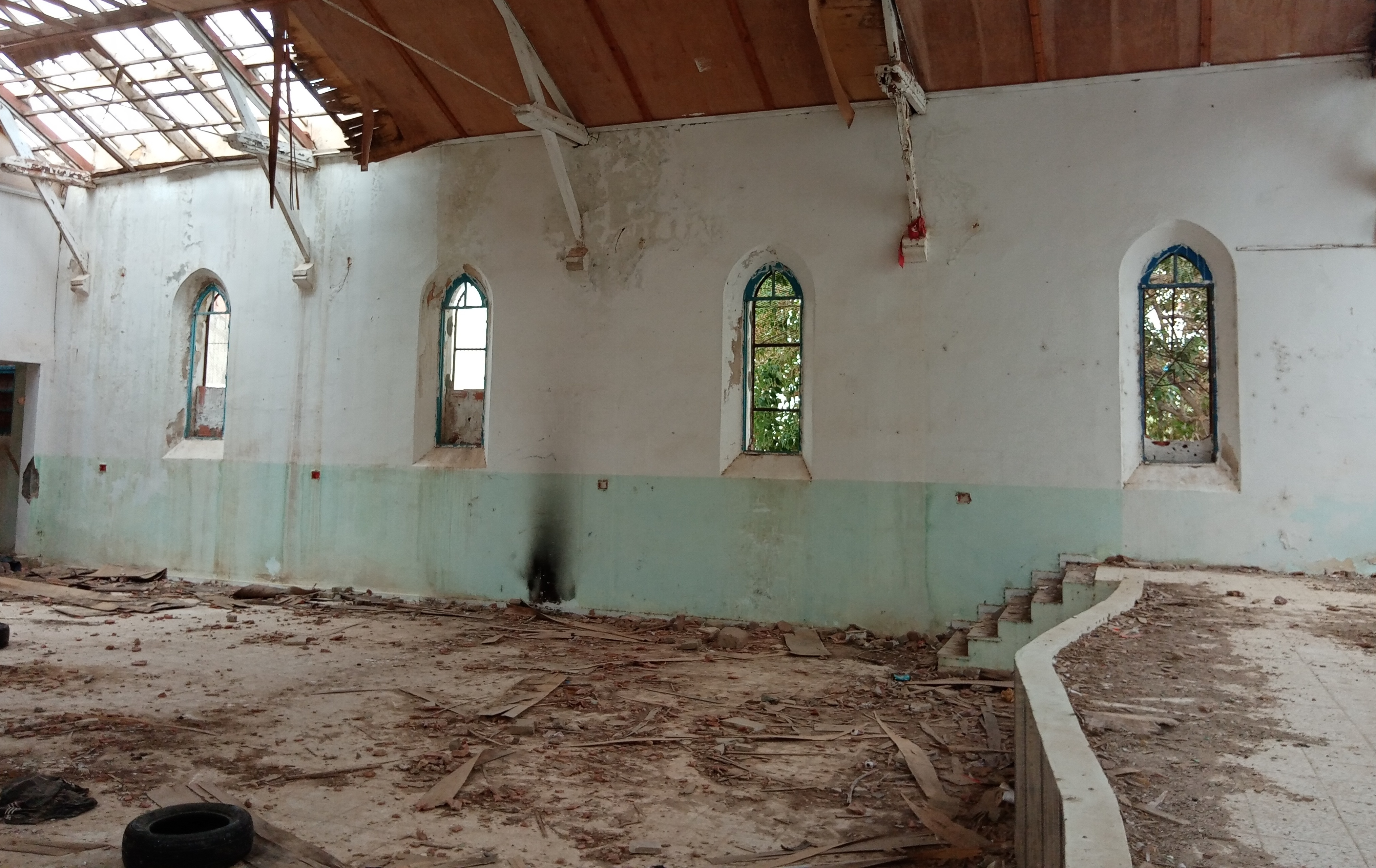
Intérieur de l'église du côté du mur nord-ouest.
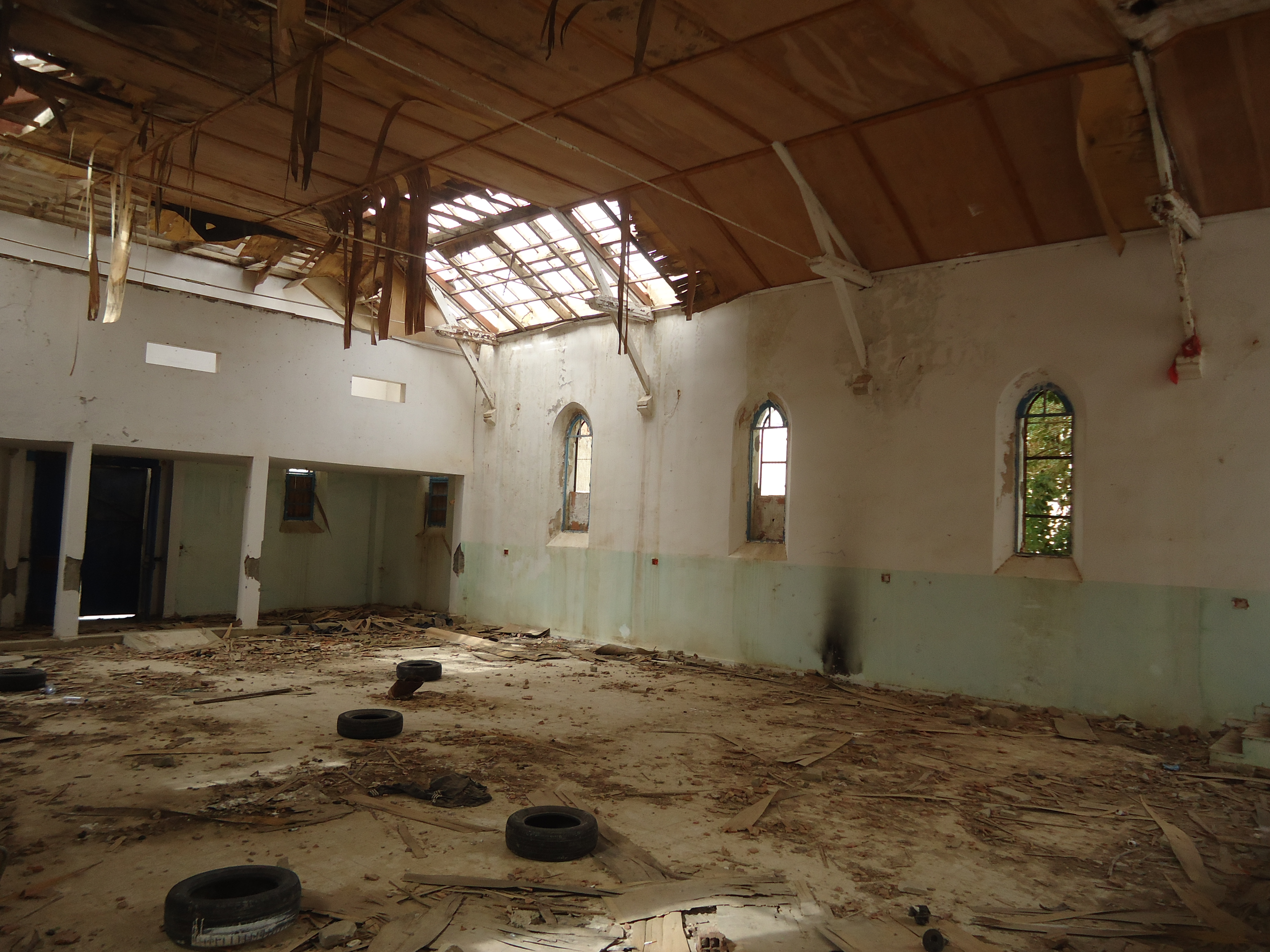
Intérieur de l'église.
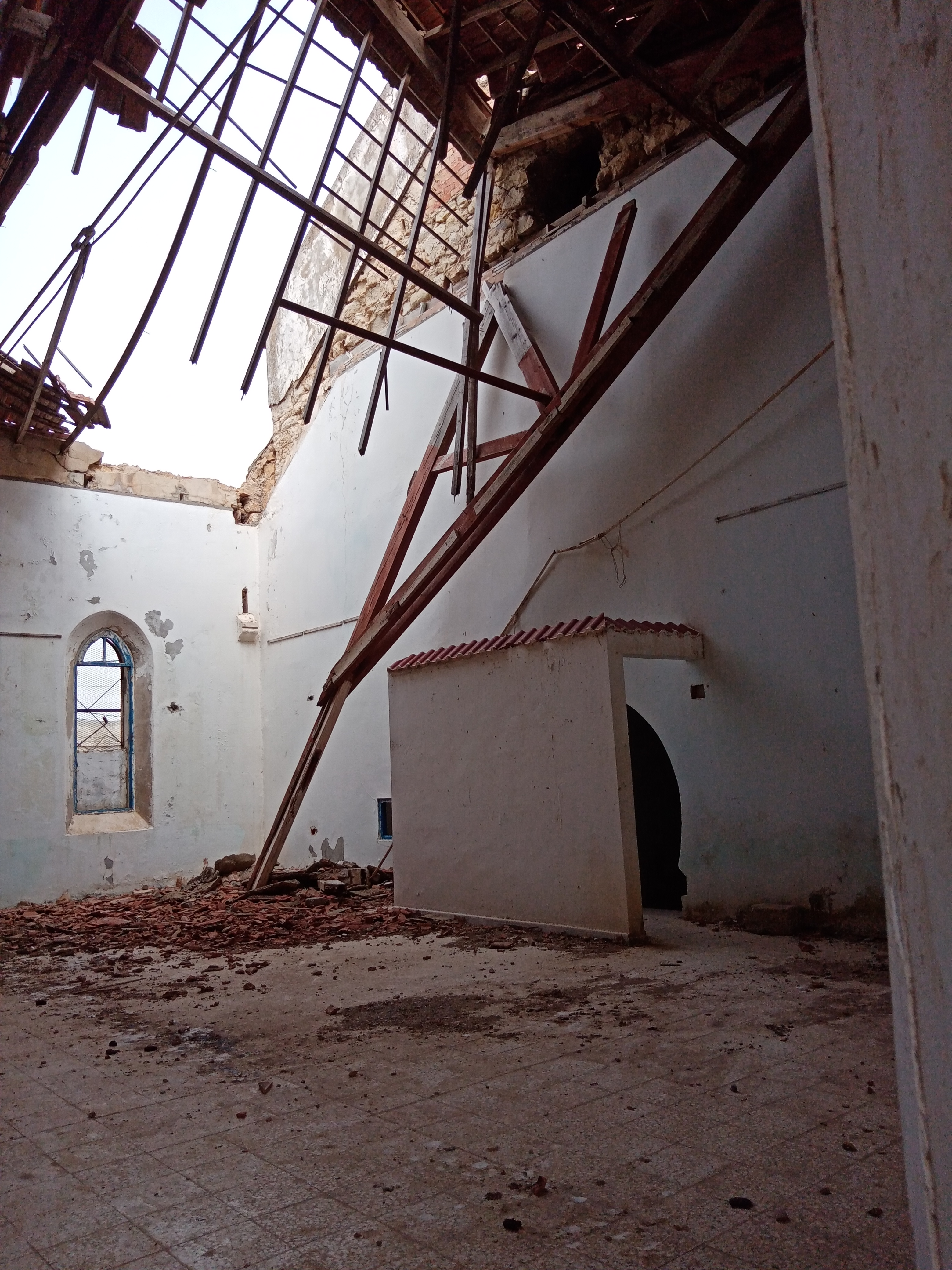
Intérieur de l'église.